# Resolutie 135 Veiligheidsraad Verenigde Naties
Resolutie 135 van de Veiligheidsraad van de Verenigde Naties van 27 mei 1960 werd goedgekeurd door negen leden van de Veiligheidsraad van de Verenigde Naties en met de twee onthoudingen van Polen en de Sovjet-Unie.

## Achtergrond
Na de Tweede Wereldoorlog waren de machtsverhoudingen in de wereld veranderd. Het kapitalistische westen en de communistische wereld, respectievelijk met de Verenigde Staten en de Sovjet-Unie op kop, stonden qua ideologie lijnrecht tegenover elkaar. Er ontstond een wapenwedloop tussen de twee blokken en beide partijen voerden kernproeven uit.

## Inhoud
De Veiligheidsraad gaf zich rekenschap van zijn verantwoordelijkheid voor de internationale vrede en veiligheid. Met spijt werd opgemerkt dat de hoop op een succesvolle bijeenkomst tussen de staatshoofden van Frankrijk, de Sovjet-Unie, het Verenigd Koninkrijk en de Verenigde Staten niet werd vervuld. Er werd aan gedacht dat dit voor ontgoocheling en bezorgdheid zorgde in de wereldwijde publieke opinie. Ook werd bedacht dat de situatie tot meer internationale spanningen kon leiden en de vrede en veiligheid zou bedreigen.
De Veiligheidsraad was overtuigd van de noodzaak om de welwillendheid en het vertrouwen op internationaal niveau te versterken op basis van de internationale wetten, en was zich in het bijzonder bewust van de gevaren van de wapenwedloop. De betrokken overheden werd aangeraden te onderhandelen en de andere vreedzame middelen in het Handvest van de Verenigde Naties aan te wenden.
De Veiligheidsraad deed een beroep op alle lidstaten om niet met geweld te dreigen en elkaars soevereiniteit en grondgebied te respecteren. Aan de betrokken overheden werd gevraagd verder te werken aan de oplossing voor ontwapening en het stoppen van kernwapentests onder internationale controlesystemen en maatregelen tegen verrassingsaanvallen. Aan de vier overheden werd gevraagd om terug in discussie te treden, met eventuele hulp van de VN.
Lijst ·  133 ·  134 ·  135 ·  136 ·  137 ·  138 ·  139 ·  140 ·  141 ·  142 ·  143 ·  144 ·  145 ·  146 ·  147 ·  148 ·  149 ·  150 ·  151 ·  152 ·  153 ·  154 ·  155 ·  156 ·  157 ·  158 ·  159 ·  160